# 584
| [ Edytuj tabelę ]          |                                          |
| Król Bernicji              | - 579 Frithuwald 585                     |
| Cesarz Bizancjum           | - 582 Maurycjusz 602                     |
| Cesarz Chin                | - 581 Sui Wendi 604                      |
| Król Essexu                | - 527 Aescwine 587                       |
| Król Franków               | - 561 Guntram I 592 - 584 Chlotar II 629 |
| Król Franków w Austrazji   | - 570 Childebert II 595                  |
| Król Franków w Neustrii    | - 567 Chilperyk I 584                    |
| Cesarz Japonii             | - 572 Bidatsu 585                        |
| Król Kentu                 | - 560 Ethelbert I 616                    |
| Patriarcha Konstantynopola | - 582 Jan IV Postnik 595                 |
| Władca Korei               | - 559 P’yŏngwŏn 590                      |
| Król Longobardów           | - 572 Klef 584 - 584 Autaris 590         |
| Papież                     | - 579 Pelagiusz II 590                   |
| Król Persji                | - 579 Hormizd IV 590                     |
| Król Wessexu               | - 560 Ceawlin 592                        |
| Król Wizygotów             | - 568 Leowigild 586                      |

Rok 584 / DLXXXIV
stulecia: V wiek ~
VI wiek ~
VII wiek

lata: 574 «
579 «
580 «
581 «
582 «
583 «
584
» 585
» 586
» 587
» 588
» 589
» 594

## Wydarzenia
- Europa
  - Autaris zjednoczył państwo Longobardów i przywrócił mu status królestwa
  - Wizygoci opanowali Kordowę, będącą dotąd w rękach Bizantyjczyków.